# Значковий товариш
Значковий товариш — найменш вагомий титул Значного військового товариства, запроваджений у Гетьманщині в другій половині XVII століття.

## Походження
Звання існувало у козацьких військах, зокрема Війську Руському, щонайменше з часів Стефана Баторія, на підтвердження чого можна навести уривок із його королівського привілею козакам від 19 квітня 1579 року:
| «Трибуналові Руському провадити справи свої в пошанівку в новоствореному місті нашому Батурині, а як потреба скаже, то й у Черкасах; теж і Гетьманові Руському резидувати в тому місті, а в Черкасах мати намісника свого з Генералітету військового, який ми значно розширили і заоздобили, умноживши і класи товариства Бунчукового, Військового й Значкового, яким поміщатись під бунчуком і при полкових хоругвах, а бунчук жалуємо ми Гетьманові на знак звитяги його з військом своїм над народом Азіятичним, од якого і клейнод сей здобутий працею Гетьманською і кровію Козацькою».[1] |

## Опис
Звання надавалося гетьманом або Генеральною військовою канцелярією козацькій старшині і козакам. Вони були вилучені з-під влади сотенної адміністрації і підлягали в адміністративному і судовому порядку полковнику. За ранговою субординацією йшли за військовими товаришами і були першими після сотників, брали участь у воєнних походах, виконували доручення полкових канцелярій.

## Обов'язки
Значкові товариші берегли полкові прапори — значки та сотенні корогви, а також за дорученням полковників керували окремими військовими загонами. Кількість значкових товаришів у полках була сталою — 30-50 чоловік.

## Статус
У другій половині 18 століття звання значкового товариша надавалося полковій і сотенній старшині та виборним козакам як нагорода за військову службу у разі їх відставки.

## Скасування звання
У 1783 році у всіх полках Лівобережної України було 403 значкових товаришів. Ранг значкового товариша, як і всі інші старшинські звання, скасовані російським урядом у 1785 році.